# Bernabé Cobo
O padre Bernabé Cobo (nascido em Lopera na Espanha, 1582; morreu em Lima, Peru, 9 de outubro de 1657) foi um missionário jesuíta espanhol e escritor. Ele desempenhou um papel na história primitiva da quinina por sua descrição da casca da quina; ele trouxe um pouco para a Europa em uma visita em 1632.

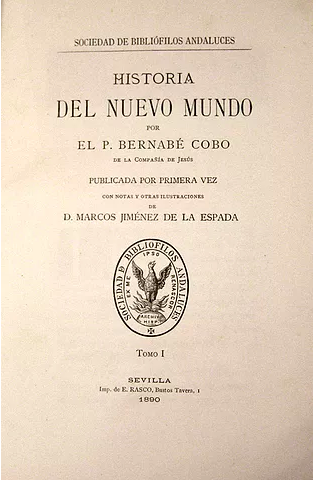
Capa do livro: História do Novo Mundo - Bernabe Cobo

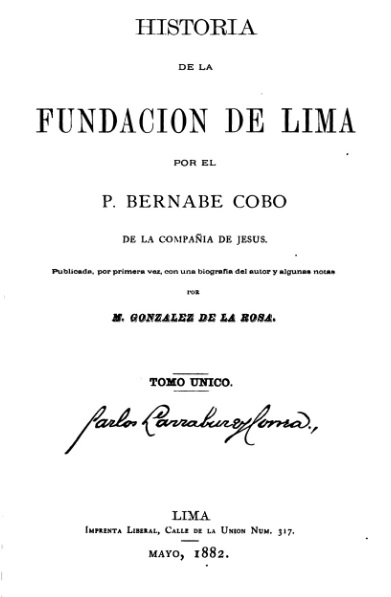
Capa do livro: História da Fundação de Lima - Bernabe Cobo

Ele era um estudante completo da natureza e do homem na América espanhola. Sua longa permanência (61 anos), sua posição como padre e, várias vezes, como missionário, deu-lhe oportunidades incomuns para a obtenção de informações confiáveis. O botânico espanhol Cavanilles deu o nome de Cobæa a um género de plantas pertencentes à Bignoniaceae do México, sendo a Cobaea scandens seu representante mais marcante.

## Vida
Em 1596, foi a Ilha de São Domingos para juntar-se à expedição organizada por Antônio de Berrío e Domingo de Vera, em busca do "El Dorado".
Em 1597, chegou ao Panamá, e, em 1599 ao Vice-Reino do Peru.
Teve contato com Esteban Páez e conseguiu uma bolsa para estudar no Colégio San Martín, em Lima
Em 14 de outubro de 1601, ingressou no noviciado San Antonio Abad, da Companhia de Jesus, em Lima.
Entre 1603 e 1608, estudou humanidades e filosofia no Colégio San Pablo, em Lima.
Entre 1609-1613 estudou teologia em Cuzco, onde aprendeu quéchua.
Em 1610, fez uma visita à La Paz e às ruínas de Tiwanaku. Uma de suas características era a de ser um bom observador e fazia anotações de tais observações.
Em 1612, foi ordenado, em Cuzco.
Após a ordenação foi destinado à Lima, onde ficou entre 1613 e 1615.
Depois disso, foi enviado à Juli, onde aprenderia o aimará.
Entre 1618 e 1619, esteve em Oruro, de onde visitou aos minas de Potosí e Berenguela.
Entre 1619 e 1621, esteve Arequipa.
Em 16 maio de 1622, fez seus últimos votos (terceira provação) em Lima.
Entre 1622 e 1625, esteve em Pisco.
Entre 1626 e 1626, esteve em El Callao.
Em 1629, obteve do Provincial Nicolás Mastrilli, a permissão para sua transferência para o México, onde chegou, após percorrer a Nicarágua e a Guatemala.
No México, se estabeleceu, inicialmente, em Puebla.
Depois de 1633, foi transferido para a Cidade do México, onde permaneceu até 1642, quando regressou à Lima.
Em 7 de julho de 1657, concluiu sua obra denominada como: "Historia del Nuevo Mundo", dividida em três partes:
- a Primeira: tem como objeto os aspectos naturais: descreve e classifica os minerais, plantas e animais. Trata do uso dos animais pelos povos nativos e dá especial atenção ao uso do quinino pelos povos nativos;
- a Segunda: trata da história de América do Sul, como foco especial para o Império Inca. Trata de temas como as religiões andinas e sobre a organização social incaica;
- A Terceira: que tinha como objeto a América Central e a do Norte, se perdeu.

Também escreveu a "Historia de la fundación de Lima".

## Trabalhos
Ele escreveu duas obras, uma das quais está incompleta. Também afirma-se que ele escreveu um trabalho sobre botânica em dez volumes, que, ao que parece, está perdido.
De sua principal obra, a qual os biógrafos dão o título de Historia general de las Indias (em espanhol), e a qual ele terminou em 1653, apenas a primeira metade é conhecida e já apareceu impressa (quatro volumes, em Sevilha, em 1890 e anos posteriores). O restante, no qual ele trata, ou alega de ter tratado, de cada subdivisão geográfica e política em detalhe, nunca foi terminada, ou está perdida.
Seu outro livro apareceu impresso em 1882, e faz parte da História do Império Inca mencionado, mas ele fez um manuscrito separado dele em 1639, e por isso foi publicado como Historia de la fundación de Lima, alguns anos antes da publicação dos principais manuscritos.
A História do Império Inca pode, na literatura americana, ser comparado com apenas um trabalho, General and Natural history of the Indies de Oviedo. Sobre animais e plantas do continente, é mais completa do que Nieremberg, Hernandez e Monardes. Em relação ao passado pré-colombiano e vestígios, Cobo é, para a costa oeste sul-americana, uma fonte de primordial importância, para as observações precisas dos hábitos e costumes, e as descrições geralmente precisas sobre as principais ruínas da América do Sul.